# Provinciale weg 257
De provinciale weg 257 (N257) is een provinciale weg die door de provincies Zeeland en Noord-Brabant loopt, van Steenbergen (A4) via de Philipsdam naar de Grevelingendam (N59). Het is een belangrijke ontsluitingsweg voor het eiland Sint Philipsland.
Tussen Steenbergen en Sint Philipsland is de weg uitgevoerd als tweestrooks-gebiedsontsluitingsweg met een maximumsnelheid van 80 km/h. Op de Philipsdam was hij tot 2024 uitgevoerd als tweestrooks-stroomweg (autoweg) met een maximumsnelheid van 100 km/h. Na groot onderhoud waarbij de fundering is vernieuwd en een wilddetectiesysteem is aangelegd is de weg gedegradeerd naar een gebiedsontsluitingsweg met een maximumsnelheid van 80 km/h. In de gemeente Steenbergen heet de weg Zeelandweg Oost en Zeelandweg West. In de gemeente Tholen heet de weg Philipsdam.

## Geschiedenis
Oorspronkelijk was de huidige N257 een rijksweg. In het Rijkswegenplan 1932 werd voor het eerst een plan opgenomen om een rijksweg aan te leggen tussen Oud Gastel en Zierikzee, welke genummerd zou worden als rijksweg 18. In de rijkswegenplannen van 1938, 1948 en 1958 zou rijksweg 18 inclusief het veer Zijpe - Anna Jacobapolder behouden blijven.
Toen in het kader van de Deltawerken in 1965 de Grevelingendam voor verkeer opengesteld werd, verloor de weg een belangrijk deel van zijn functie en werd het verloop van de rijksweg 18 met ingang van het Rijkswegenplan 1968 gewijzigd. Voortaan zou deze rijksweg niet meer tussen Oud Gastel en Bruinisse verlopen, maar beginnen op het Hellegatsplein. De weg tussen Anna Jacobapolder en Steenbergen werd vervolgens afgestoten aan de provincies Noord-Brabant en Zeeland.
Toen op 24 november 2014 de A4 ter hoogte van Steenbergen werd geopend, is de status van N-weg binnen de bebouwde kom van Steenbergen komen te vervallen.
Op 6 juli 2024 is begonnen met groot onderhoud door Provincie Zeeland waarbij de fundering van de Philipsdam is vernieuwd en het eerste wilddetectiesysteem in deze provincie is aangelegd. Tevens is de weg bij deze werkzaamheden heringericht met een ovonde en een verlaagde maximumsnelheid van 80 km/h.

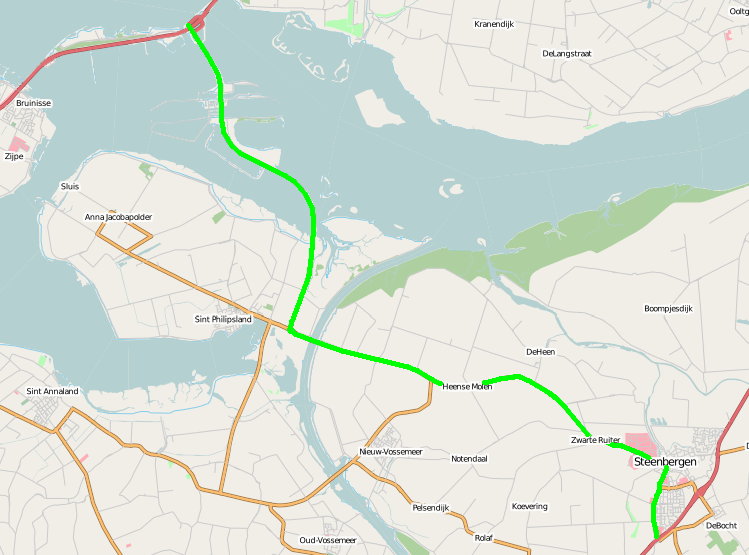
Detailkaart traject

N62 · N69 · N251 · N252 · N253 · N254 · N255 · N256/A256 · N257 · N258 · N260 · N261 · N262 · N263 · N264 · N266 · N267 · N268 · N269 · N270/A270 · N271 · N272 · N273 · N274 · N275 · N276 · N277 · N278 · N279 · N280 · N281 · N282 · N283 · N284 · N285 · N286 · N287 · N288 · N289 · N290 · N291 · N292 · N293 · N294 · N295 · N296 · N296n · N297 · N298 · N300 · N321 · N322 · N324 · N329 · N389 · N394 · N395 · N396 · N397

N556 · N562 · N564 · N570 · N572 · N590 · N595 · N598 · N601 · N602 · N605 · N607 · N612 · N613 · N615 · N616 · N617 · N618 · N620 · N622 · N625 · N629 · N631 · N632 · N637 · N638 · N639 · N640 · N641 · N651 · N652 · N653 · N654 · N655 · N656 · N658 · N659 · N660 · N661 · N662 · N663 · N664 · N665 · N666 · N667 · N668 · N669 · N670 · N671 · N673 · N674 · N675 · N676 · N682 · N683 · N686 · N689 · N690 · N831 · N843

Voormalige provinciale wegen: N299 · N551 · N552 · N553 · N554 · N555 · N560 · N561 · N563 · N565 · N566 · N567 · N568 · N571 · N574 · N580 · N581 · N582 · N583 · N584 · N585 · N586 · N587 · N588 · N589 · N591 · N592 · N593 · N594 · N596 · N597 · N603 · N604 · N606 · N608 · N610 · N611 · N614 · N619 · N621 · N623 · N624 · N626 · N628 · N630 · N634 · N642 · N657